# Kovirke
Kovirke er en del af Dannevirkes mange volde og var oprindelig syv km lang. Resterne ligger ca. to km syd for Dannevirkes hovedvold. Den strækker sig fra Rejde Å i vest til Selk Nor ved bunden af Slien i øst. En stor del af den blev sløjfet i forbindelse med anlæggelsen af den militære flyveplads i Jagel før Anden Verdenskrig. Volden er anlagt efter en ret linje gennem landskabet og har mod syd haft en tør, spids voldgrav (≈ Kograven). Den blev formentlig bygget af samme bygmester som Trelleborgene.
Jordvolden var ca. 2 meter høj, og 7 meter bred. Palisaden på Kovirke var ca. 3 meter høj. Kograven foran volden var 4 meter bred og 3 meter dyb.
En nyere datering har vist, at Kograven blev bygget kort efter Hedebys generobring i 983, og bygherren må være Svend Tveskæg. Voldanlægget havde en rent militær funktion: både linjeføring og længden var bedre egnet end Dannevirke. Det hænger sammen med, at hovedvoldens stenmur og rundgraven foran blev fyldt med jord, da den saksiske besættelse af Hedeby efter slaget i 934 havde sat Dannevirke ud af funktion. Situationen svarer til byggefase 6 efter H. Helmuth Andersen.
Umiddelbart nord for Kovirke ligger Danhøjene.

## Galleri
- Kovirkes og Kogravs visualisering
- Kovirke som et led i Dannevirkebefæstningen
- Kovirke